# Тео Линген
Тео Линген (наст. имя Франц Теодор Шмиц, нем. Theo Lingen; 10 июня 1903, Ганновер — 10 ноября 1978, Вена) — немецкий комедийный актёр, режиссёр и писатель.

## Биография
Тео Линген родился в семье советника юстиции. Гимназии не окончил. Показал себя талантливым артистом во время проб в ганноверском Бульварном театре. Театральный псевдоним взял по родному городу отца — Лингену. В 1922 году поступил в Резиденц-театр Ганновера, в 1923 году — играл в Хальберштадте, в 1924 — в Мюнстере, в 1926 — в Реклингхаузене. Очень скоро заслужил славу виртуозного комического характерного актёра. В 1929 году Т. Линген играл во Франкфурте-на-Майне в переработанной постановке «Трёхгрошовой оперы», после чего был приглашён в Берлин для участия в первоначальном варианте спектакля. Высоко оценивал талант актёра и кинорежиссёр Фриц Ланг (фильмы «Город, ищущий убийцу», 1931 и «Завещание доктора Мабузе», 1933). 

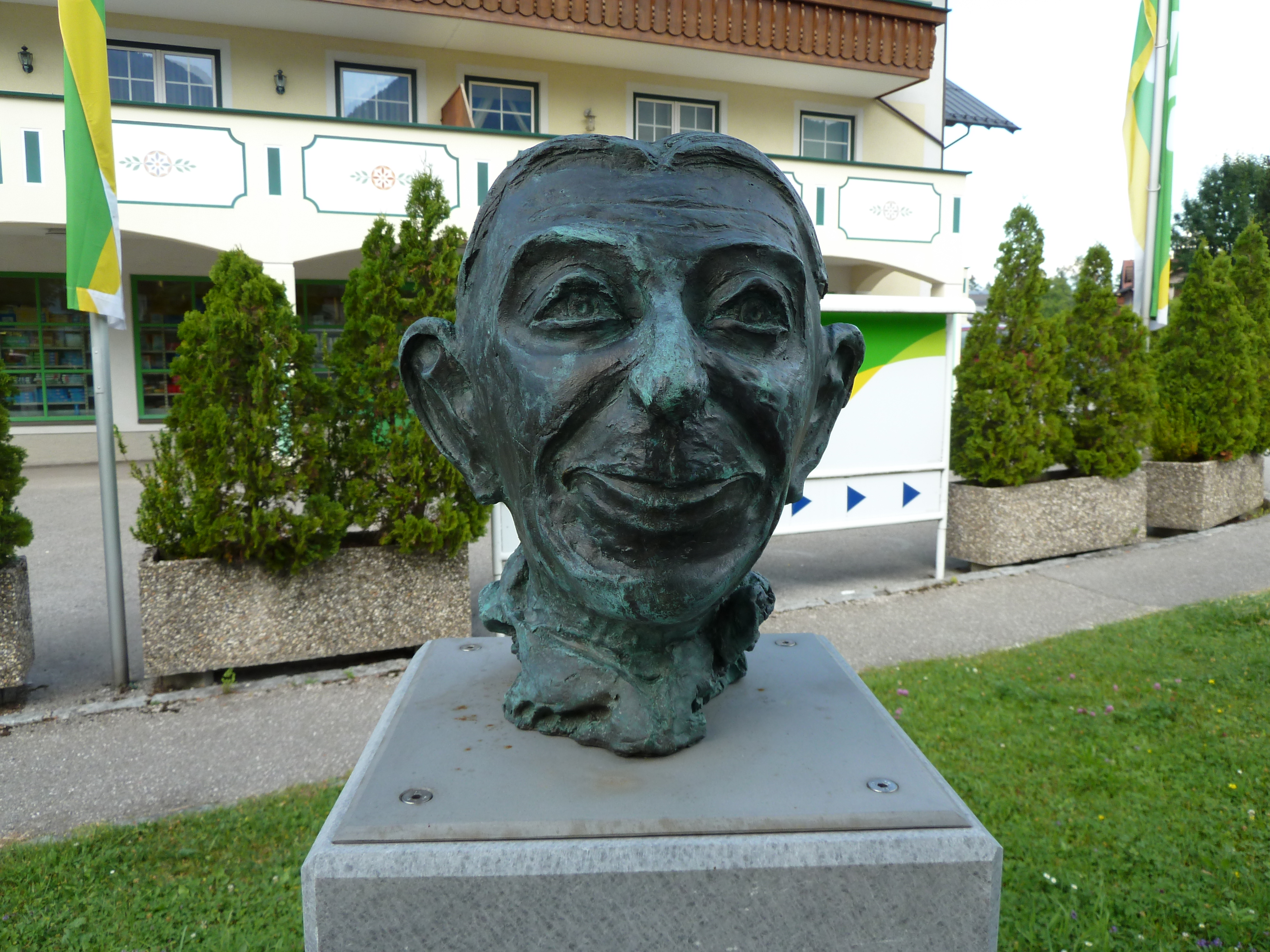
Памятник в Штробле

Широкой публике Т. Линген был известен в первую очереть как талантливейший комический киноактёр. Начиная с 1929 года, когда вышел первый фильм с его участием Ins Blaue hinein, Ланген снялся в более чем в 200 кинофильмах. Вместе с актёром Гансом Мозером он создал многочисленные комедии, построенные на действиях этой пары комиков. Часто снимался также в важных ролях второго плана в фильмах с участием Хайнца Рюмана. Иногда Т. Линген занимался и кинорежиссурой (например, в фильме Die Wirtin zur Goldenen Krone (Трактирщица «Золотой короны»). В 1950-е годы Т. Линген снимался в первых фильмах по произведениям Карла Мая — Die Sklavenkarawane (Караваны рабов) и Der Löwe von Babylon (Вавилонский лев). В 1960-е — 1970-е годы часто участвовал в телевизионных сериалах (Klimbim; Die Lümmel von der ersten Bank; Die Feuerzangenbowle, 1970). В 1973 году был приглашён на уже не комическую роль сержанта Каффа в телефильме Лунный камень по одноимённому роману Уилки Коллинза. С сентября 1975 и вплоть до самой смерти в 1978 он — ведущий программы Lachen Sie mit Stan und Ollie (Смейтесь со Стеном и Олли) на телеканале ZDF.
Т. Линген был женат на певице Марианне Цофф, первой супруге Бертольда Брехта. Так как она была еврейкой (по матери), при национал-социалистах в Германии актёр подвергался осмеянию в прессе как «оевреившийся». Опасаясь запрета на выступления, Т. Линген собирался эмигрировать из страны, однако в силу его высокой популярности власти разрешили ему и далее участвовать в актёрской деятельности. Т. Линген был одним из любимейших комических актёров Й. Геббельса. В 1944 году он переехал в Вену и с 1948 года выступал в венском Бургтеатре. Часто гастролировал со спектаклями по различным театрам ФРГ.

## Сочинения
- Johann. Lustspiel in 3 Akten. Ahn & Simrock, Berlin 1942. — Als Manuskript gedruckt
- Ich über mich. Interview eines Schauspielers mit sich selbst. Velber (Friedrich-Verlag) 1963, 76 Seiten, ASIN B0000BL5NN
- Theophanes. Hörspiel (Komödie); Regie: Walter Jokisch. Radio Bremen, 1949.
- Eine Minute vor sieben. Krimihörspiel; Regie: Heinz-Günter Stamm. Bayerischer Rundfunk, München 1972 — Mehrfach gesendet.
- Fein gegen Fein. Hörspiel in Briefen; Regie: Heinz-Günter Stamm. Bayerischer Rundfunk, München 1974.